# چوی لی فوت

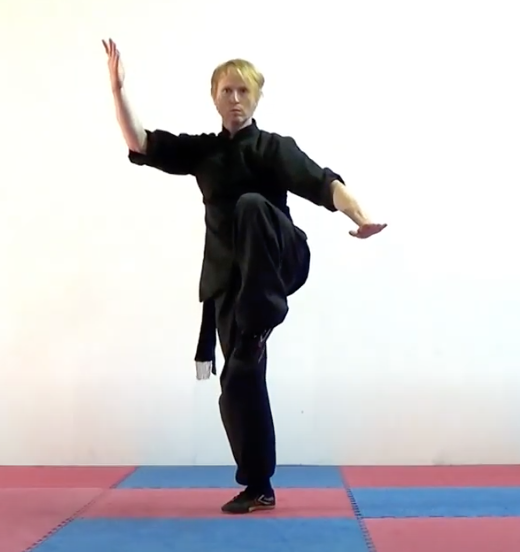

چوی لی فوت (به چینی: 蔡李佛) یکی از هنرهای رزمی چینی و یکی از انواع کونگ فو است که  در سال ۱۸۳۶ میلادی توسط چان هیانگ ابداع شد. این سبک معمولاً یکی از سبک‌های جنوبی هنرهای رزمی چینی، معروف به نان‌چوان، محسوب می‌شود، اما در حقیقت از هر دو شیوهٔ‌ شمالی و جنوبی ریشه گرفته‌است. 
چان هیانگ، چوی لی فوت را از نام دو استاد خود یعنی چوی فاک و لی یاوسان و کلمه فوت (به معنای بودیسم) گرفته‌است.
در چوی لی فوت تکنیک‌های دست بلند شائولین کونگ فو در کنار ضربات پا و در ترکیب با روش‌های مهم جنوبی قرارگرفته‌است.

### کینگ می چی لی فوت
مشتقه‌ای از نقل و انتقال اصلی به عنوان King Mui (京梅) شناخته می‌شود، زیرا خانوادهٔ بنیانگذار از روستای King Mui بودند و اینجا بود که چان هونگ (陳享) به‌طور رسمی در سال 1836 به تدریس Choy Li Fut پرداخت. امروزه، فرزندان خانواده چان ترجیح می‌دهند از اصطلاح "خانوادهٔ چان" استفاده کنند،زیرا وارث مدرن (نگهدارندهٔ سبک) چان ییو-چی (陳耀墀)، فرزند چان کون-پاک، و نوهٔ چان هونگ بود.
یکی از شاگردان غیر از خانوادهٔ چان که شاگرد چان ییو-چی بود، هو یون-چو (胡雲綽)، مربی مشهور چوی لی فوت و استاد Doc-Fai Wong (黄德輝) که توسط بسیاری به‌عنوان وارث و ادامه‌دهندهٔ نسل پنجم از خانوادهٔ King Mui در نظر گرفته می‌شود.
پس از چان ییو-چی، پسر او چان سون-چیو به‌عنوان وارث و نگهدارندهٔ سبک بعدی شد. پس از درگذشت چان سون-چی (نگهدارندهٔ King Mui Choy Li Fut) (چن شنچیو) در ۲۲ آوریل ۲۰۱۳، تجارت‌نامه آخرین چند نسل از خانواده چان در حفظ تراث و ارث‌برداری از سبک چوی لی فوت را "خانواده چان" نامیده‌اند. پدر وارث امروزی (حافظ سبک) چان ییو-چی (陳耀墀)، پسر چان کون-پاک و نوه چان هونگ بود.
دانشجوی برجسته دیگری از خانواده چان، هو یون-چو (胡雲綽) بود، معلم معروف چوی لی فوت که توسط بسیاری به عنوان جانشین و وارث نسل پنجم خط اصلی کینگ موی تلقی می‌شود
بعد از چان ییو-چی، پسر او چان سان-چیو به عنوان وارث و حافظ سبک انتخاب شد. پس از درگذشت چان سان-چی (حافظ سبک چوی لی فوت کینگ موی) در تاریخ 22 آوریل 2013، همه از فرزندان و دانشجوهای شناخته شده او به عنوان وارثان فعلی نسل پنجم خط اصلی کینگ موی شناخته شده‌اند؛ آنها شامل چان یونگ-فا و نیل ویلکوت می‌شوند